# Campamento pacifista de mujeres en Greenham Common
Greenham Common Women's Peace Camp fue un campamento de paz compuesto por mujeres, establecido para protestar contra las armas nucleares situadas en RAF Greenham Common, Berkshire (Inglaterra). 

## Historia
El campamento comenzó en septiembre de 1981 después de que un grupo de galesas, Women for Life on Earth, llegó a Greenham para protestar contra la decisión del gobierno británico en permitir misiles de cruceros allí. El primer bloqueo de la base ocurrió en mayo de 1982 con 250 mujeres protestando, durante el cual 34 personas fueron arrestadas.
En diciembre de 1982, 30 000 mujeres se unieron alrededor de la base del evento Embrace the Base. Fueron convocadas a la llamada de “invita a diez amigas”, en una cadena de correo postal.
El campamento se hizo conocido cuando el 1 de abril de 1983, cerca de 70,000 manifestantes formaron una cadena humana de 14 millas (23 kilómetros) desde Greenham hasta Aldermaston y la fábrica de municiones en Burghfield. El campamento de mujeres atrajo la atención de los medios de comunicación y "llevó a la creación de otros campos de paz con más de una docena de lugares en Gran Bretaña y otras partes de Europa."
El testimonio de Barrie Trower, un exmiembro de la Royal Navy, documenta el uso de armas de microondas por parte de Gran Bretaña, particularmente sobre el campamento pacifista de Greenham Common.